# Eremiascincus butlerorum
Espèce
Synonymes
- Glaphyromorphus butlerorum Aplin, How & Boeadi, 1993

Eremiascincus butlerorum est une espèce de sauriens de la famille des Scincidae.

## Répartition
Cette espèce est endémique de l'île de Sumba dans les Petites îles de la Sonde en Indonésie.

## Étymologie
Cette espèce est nommée en l'honneur de Margaret Butler et de William Henry Butler.

## Publication originale
- Aplin, How & Boeadi, 1993 : A new species of the Glaphyromorphus isolepis Species Group (Lacertilia; Scincidae) from Sumba Island, Indonesia. Records of the Western Australian Museum, vol. 16, no 2, p. 235-242 (texte intégral).